# Космос (станция)
Ко́смос — железнодорожная станция Павелецкого направления Московской железной дороги. Расположена на ответвлении от главного хода к аэропорту Домодедово.
Открыта в 1963 году.
Станция состоит из двух парков:
- Западный транзитный парк: 5 путей, между 1 и 2 северными путями находится островная пассажирская платформа Космос.
- Восточный тупиковый парк «Аэропорт» с двумя путями и островной пассажирской платформой Аэропорт-Домодедово.

Ранее была станцией 4 класса.
Вблизи станции от шоссе Москва-аэропорт Домодедово отходит дорога в сторону Бронниц.